# JFE東日本硬式野球部
JFE東日本硬式野球部（ジェイエフイーひがしにほんこうしきやきゅうぶ）は、千葉県千葉市に本拠地を置き、日本野球連盟に加盟している社会人野球の企業チームである（練習グラウンドは、千葉県市原市に所在する）。

## 概要
1972年、川崎製鉄の千葉製鉄所で『川崎製鉄千葉硬式野球部』として創部。千葉県内では、新日本製鐵君津やNTT関東らとライバル関係を築いた。また、関東の社会人チームとしては秋田県出身の高校球児を多く受け入れるチームとして秋田県では知られ、そこからプロ入りする選手もいた。
1980年に都市対抗野球に、1994年に日本選手権にそれぞれ初出場している。
2001年、母体である川崎製鉄と日本鋼管（NKK）が合併しJFEスチールが発足すると発表された。これに伴い、野球部は2003年からJFEスチールの製鉄所の集約方法に習い、JFE東日本硬式野球部（JFEスチール東日本製鉄所、千葉・京浜）とJFE西日本硬式野球部（JFEスチール西日本製鉄所、倉敷・福山）に集約されることになった。JFE西日本は川崎製鉄水島硬式野球部（岡山県倉敷市）とNKK硬式野球部（広島県福山市）が合併し新たに発足したが、JFE東日本は合併チームがないことから川崎製鉄千葉硬式野球部を『JFE東日本硬式野球部』と名称変更するに留まった（京浜地区に、以前は日本鋼管野球部があったが1987年に解散している。）。
2019年の都市対抗野球では悲願の初優勝を果たした。

## 沿革
- 1972年 - 川崎製鉄の千葉製鉄所で『川崎製鉄千葉』として創部。
- 1980年 - 都市対抗野球に初出場（8強）。
- 1994年 - 日本選手権に初出場（8強）。
- 1998年 - 都市対抗野球で準優勝。
- 2003年 - 川崎製鉄と日本鋼管（NKK）の合併に伴いJFEスチールが発足。これに伴い、チーム名を『JFE東日本』に改称。
- 2019年 - 都市対抗野球で初優勝。

## 主要大会の出場歴・最高成績
- 都市対抗野球大会 - 出場26回、優勝1回（2019年）、準優勝1回（1998年）
- 社会人野球日本選手権大会 - 出場12回、4強1回（1996年）
- JABA東京スポニチ大会 - 優勝2回（2012、2014年）
- JABA東北大会 - 優勝3回（1993、2002、2003年）
- JABA日立市長杯争奪大会 - 優勝1回（2010年）
- JABAベーブルース杯争奪大会 - 優勝1回（1985年）
- JABA北海道大会 - 優勝1回（2023年）

## 主な出身プロ野球選手
- 中島克介（外野手） - 1982年ドラフト4位でロッテオリオンズに入団
- 大野雄次（内野手） - 1986年ドラフト4位で横浜大洋ホエールズに入団
- 川邉忠義（投手） - 1989年ドラフト2位で読売ジャイアンツに入団
- 藤田太陽（投手） - 2000年ドラフト1位（逆指名）で阪神タイガースに入団
- 富樫和大（投手） - 2001年ドラフト6位で日本ハムファイターズに入団
- 後藤光尊（内野手） - 2001年ドラフト10位でオリックス・ブルーウェーブに入団
- 久保田智（外野手） - 2002年ドラフト10位でヤクルトスワローズに入団
- 須田幸太（投手） - 2010年ドラフト1位で横浜ベイスターズに入団
- 田面巧二郎（投手） - 2012年ドラフト3位で阪神タイガースに入団
- 今川優馬（外野手） - 2020年ドラフト6位で北海道日本ハムファイターズに入団
- 大谷輝龍（投手） - 伏木海陸運送移籍後、日本海リーグの富山GRNサンダーバーズを経て、2023年ドラフト2位で千葉ロッテマリーンズに入団
- 廣澤優（投手） - 退団後、四国アイランドリーグplusの愛媛マンダリンパイレーツを経て、2024年育成ドラフト2位で東京ヤクルトスワローズから指名

## 元プロ野球選手の競技者登録
- 七野智秀（元：横浜ベイスターズ） - 内野手（2005年～2007年）→退団
- 田中幸雄（元：中日ドラゴンズ、日本ハムファイターズ） - 投手コーチ→退団
- 木樽正明（元：ロッテオリオンズ） - ヘッドコーチ（2011年～2013年）→退団
- 加藤貴大（元：東北楽天ゴールデンイーグルス） - 投手（2014年）→退団
- 須田幸太（元：JFE東日本→横浜DeNAベイスターズ） - 投手（2019年～2020年）→投手コーチ兼任投手（2021年）→退団（社業専念）→投手コーチ（2025年〜）
- 山森雅文（元：オリックス・ブルーウェーブ） - コーチ（2019年～2022年）→退団
- 井上祐二（元：千葉ロッテマリーンズ、広島東洋カープ、福岡ダイエーホークス） - コーチ（2019年～2022年）→退団
- 宗接唯人（元：千葉ロッテマリーンズ) - 捕手（2022年～2024年）→アナライザー（2025年〜）
- 田中雅彦（元：千葉ロッテマリーンズ、東京ヤクルトスワローズ） - コーチ（2022年）→退団
- 荻野忠寛（元：千葉ロッテマリーンズ） - コーチ（2023年～）

## 関係者
- 齋藤正直（元監督）